# Автоматический комплект (альбом)
«Автомати́ческий компле́кт» («АК») — сольный альбом в стилях электро-поп и новая волна, спродюсированный и записанный Юрием Чернавским в Москве в 1984 году. Этот альбом был продолжением серии поп-рок-альбомов Чернавского, которую открывали «Банановые острова», впоследствии ставшиe «культовым» альбомом в советской рок-музыке 1980-х годов. Считается одним из первых отечественных электропоп-альбомов.
Альбом «АК» состоит из десяти песен, а также одного бонус-трека.

## История создания
После сведения и выпуска альбома «Банановые острова» творческая атмосфера на базе группы «Весёлые ребята», ввиду скандала в официальных органах культуры Москвы, резко ухудшилась, и Юрию Чернавскому пришлось покинуть группу и её студию в репетиционном подвале.
С помощью звукоинженера Игоря Бабенко, с которым Чернавский работал несколько лет, он начал строительство студии в своей коммунальной квартире на Бауманской улице. Квартира расселялась, и места было вполне достаточно. Через несколько месяцев строительство студии было закончено.
Из незаписанного материала, оставшегося от «Банановых островов», сохранился только краткий набросок песни «Заводные куклы» («Куклы — очень сложный механизм»).
Несмотря на негативную оценку «Банановых островов» в советских СМИ, Юрий продолжал работу в этом направлении. Пока его бывшие партнёры из «Весёлых ребят» отбивались от рассерженного начальства и ездили на гастроли, он приступил к сочинению альбома «Автоматический комплект».
Вся эта паника по поводу «Банановых островов» меня больше веселила, чем раздражала, — вспоминает Чернавский, — я видел, что разумные люди веселились вместе со мной. И это не давало никаких поводов для уныния… Но команда уже разбрелась, и мне пришлось писать новый альбом в гордом одиночестве……
17 марта 1984 года, в день рождения композитора и музыканта, работа над новым альбомом была завершена. «Автоматический комплект» был записан, как продолжение музыкальных идей «Банановых островов», в электронном стиле новой волны. Расцвет эстетики Kraftwerk, Томаса Долби и других новомодных европейских музыкантов того времени не мог не реализоваться в СССР, поэтому в «Автоматическом комплекте» весь инструментальный playback (gapless playback) Юрий сформатировал исключительно в электронном саунде.
Тексты, как и в «Банановых островах», были своеобразными фантасмагорическими отражениями окружающей действительности — сочетанием эзопова языка, двусмысленности и видимой «прикольной придурковатости» с неподдельной грустью созерцания происходящего. Таков был эмоциональный приём, выбранный Чернавским в своих работах в стиле рок:
…это всегда полезно, когда тебя воспринимают, как умного идиота... Это даёт шанс небезнадёжному человеку задуматься — ба, а не дурак ли я?...
Записав «Автоматический комплект», Чернавский не занимался его дистрибуцией (так же, как и в случае с «Банановыми островами»):
Кому это было нужно?.. Эта музыка придумана для мирных времён, когда люди не душат друг друга, а думают, зачем же они это делали?.. Это было, как послание в неизвестное будущее…
Существует расширенный вариант альбома — «Кемпинг по ремонту снов, или Автоматический комплект», создание которого относится к 1985 году.

## Запись
- Юрий Чернавский — соло-вокал, «Minimoog», «Akai» Bass module, «Yamaha» comp-drums, «Jupiter-8», «Yamaha DX7», «Boss» (sampler module), «Tascam» (en:TASCAM) восьмиканальный магнитофон

## Список композиций
Музыка, текст и аранжировки — Юрий Чернавский.
1. Автоматический комплект
2. Завтра (интерлюдия)
3. Заводные куклы
4. Сегодня (интерлюдия)
5. Сага о Пузырях
6. Вчера (инструментал)
7. Доктор Альберт Карлович
8. Позавчера (инструментал)
9. Какаду (позднее песня исполнялась Сергеем Крыловым)
10. Танго (трек, позже использованный в кинофильме «Выше Радуги» и как музыка для песни Валерия Леонтьева «Танго»[8][9][10])

Бонус-трек — «Малиновый сироп» (Наталья Нурмухамедова / Владимир Пресняков).